# Musica malgascia
La musica malgascia risente del sincretismo e del multiculturalismo del Madagascar; vi si riconoscono elementi provenienti dalla tradizione francese, araba e africana (specialmente sudafricana, keniota, congolese).

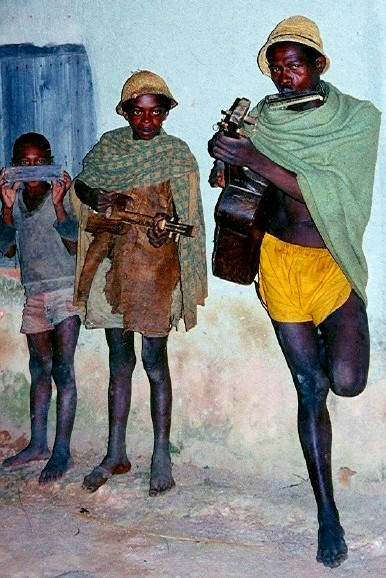
Musicisti del distretto rurale di Fianarantsoa

## Musica tradizionale

### Strumenti
Nella musica tradizionale malgascia predominano gli strumenti a corde. Alcuni strumenti tipici sono i seguenti:
- il kabosy o fabosy o mandoliny, un tipo di mandolino. Fra i virtuosi del kabosy si possono citare Babata e Jean Emilien;
- il marovany, una sorta di cetra simile a una scatola, con due set di stringhe sui due lati opposti, particolarmente diffuso al sud. Celebri suonatori di marovany sono per esempio Rakotozafy, Donné Randriamanantena, Matrimbala, Bekamby e Madame Masy
- il valiha, lo strumento nazionale namari figo, costruito con una canna di bambù di grande diametro e 21 corde. La canna stessa funge da cassa di risonanza; per le corde si usavano tradizionalmente strisce ricavate dalla corteccia della pianta, oggi spesso sostituite da corde di chitarra. I ponticelli sono realizzati con piccoli pezzi di legno fissati a diverse distanze lungo la canna. Artisti noti per la loro abilità con questo strumento sono Zeze, Mama Sana, Tovo, Rajery, Sylvestre Randafison e Justin Vali
- il jejy voatova, uno strumento dell'etnia Betsileo ricavato dalla pianta del calabash, con due insiemi di corde a novanta gradi fra loro;
- il lokanga, un violino a tre corde, diffuso presso le etnie Antandroy e Bara
- il sodina, un tipo di flauto; fra i virtuosi dello strumento c'è Rakoto Frah, che appariva sulle banconote da 1.000 franchi malgasci

Oggi, anche la musica folk fa anche ampio uso di strumenti di origine europea, quali ottoni, pianoforte, chitarra e fisarmonica. Il malgascio Regis Gizavo è un virtuoso della fisarmonica di fama internazionale, e ha suonato con Ray Lema, Les Têtes Brulées, I Muvrini e Manu Dibango.

### Generi

#### Hira gasy

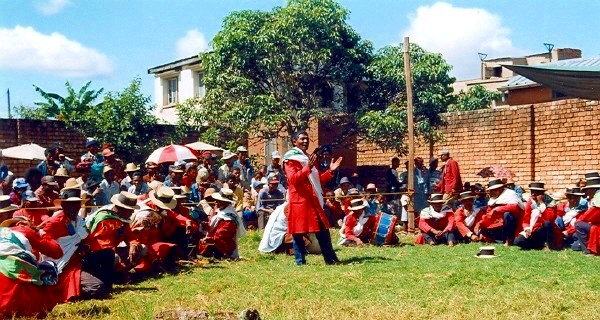
Performance di hira gasy ad Antananarivo, maggio 1999.

Lo hira gasy (letteralmente "canto malgascio") è un genere artistico unico, che unisce elementi del teatro e dell'opera. Nato presso i Merina degli altopiani e diffusosi poi anche in altre zone del Madagascar, lo hira gasy viene suonato da gruppi musicali composti di un numero di elementi variabile fra 10 e 25. I brani trattano in genere di temi relativi alla vita sociale, come il lavoro, la solidarietà o l'amicizia; lo spettacolo inizia con un discorso di presentazione da parte dell'anziano del gruppo, che include in genere un riferimento agli antenati e una spiegazione del tema e del significato morale della rappresentazione che segue. La musica è accompagnata da danze in costume. Non raramente, durante la buona stagione, hanno luogo veri e propri festival di hira gasy in cui diversi gruppi gareggiano per ottenere la preferenza del pubblico.

#### Vako-drazana
Il vako-drazana (letteralmente "tesori degli antenati") è una tradizione musicale che tende a preservare la musica malgascia del passato. I canti antichi vengono tramandati, in modo quasi religioso, di generazione in generazione. I gruppi musicali vako-drazana sono particolarmente attenti alla riproduzione fedele della cultura delle società malgasce di cui riprendono i canti, e sono particolarmente richiesti per le cerimonie formali, soprattutto se legate al culto degli antenati (per esempio, durante la famadihana, il rito del desseppellimento).
Un gruppo musicale vako-drazana si compone di un numero di elementi compreso fra 18 e 26; i musicisti del gruppo (in genere 6) suonano la valiha, i tamburi amponga, fiati, fisarmoniche o violini; gli altri membri del gruppo sono ballerini e cantanti (in genere 8 donne e 8 uomini), che si esibiscono in costume. Le esibizioni si svolgono tradizionalmente in un'arena circolare in cui si collocano sia il gruppo che il pubblico. Come nel caso dello hira gasy, l'esibizione è preceduta da un discorso introduttivo da parte del leader del gruppo.

## Musica malgascia moderna

### Generi
Il primo genere pop malgascio fu il watcha watcha, un tipo di musica dance elettronica ispirato al benga. Il salegy è un altro genere popolare, contraddistinto da un ritmo in 12/8, che ha influenzato gran parte della musica malgascia moderna.
Negli anni settanta e ottanta ebbe una larga diffusione il tapany maintso, "mezzo verde", nome derivato dall'etichetta di una delle case discografiche di punta dell'epoca, la Kaiamba. Verso la fine degli anni '80 la Kaiamba e altre etichette simili (per esempio Disco Mad) chiusero per bancarotta, e la produzione di musica pop malgascia subì una battuta d'arresto. La "riscoperta delle radici" ebbe inizio, in forma comunque non eclatante, solo alla fine degli anni novanta.
La musica malgascia degli anni 2000 comprende elementi di reggae, regamuffin, techno e il qwassa-qwassa, una danza tradizionale di origine malese.

### Artisti
Nella musica malgascia moderna, il primo artista importante fu probabilmente Bouboul, negli anni cinquanta, che fu il primo chitarrista del Madagascar.
Il primo gruppo musicale malgascio ad avere avuto successo a livello internazionale furono i Les Surfs, che negli anni sessanta realizzarono diversi singoli di successo piazzatisi anche nelle classifiche di vendita francesi. Seguirono nei primi anni settanta i Mahaleo, che fondevano soft rock ed elementi della musica folk malgascia. Negli anni ottanta emerse Rossy, un musicista che combinava lo zouk caraibico con altri generi popolari; il suo album Mbola Tsara è stato pubblicato dalla World Records di Peter Gabriel.
Fra gli artisti malgasci più recenti si possono citare Tarika (un gruppo musicale che interpreta diversi stili folk), Ricky (un cantante solista), e Tôti e Solo Miral, che fondono il jazz con lo stile malgascio vakodrazana (il risultato di questa contaminazione viene talvolta detto vakojazzana). Nell'ambito della relazione fra conservazione della natura e della biodiversità e la musica tradizionale assume particolare rilevanza l'attività di Olga del Madagascar, interprete di un salegy spesso declinato in chiave internazionale, con contaminazione pop e folk.

## La musica di Toliara
La regione malgascia più rinomata per la sua tradizione musicale è quella di Toliara. Fra i principali gruppi musicali che provengono da questa zona si possono citare Tsodrano, Orchestre Rivo-Doza e soprattutto Tirike. Anche il chitarrista D'Gary, considerato fra i massimi chitarristi dell'Africa, è originario di Toliara. Da non dimenticare Kilema che ha suonato sin dall'età di 12 anni la musica malgascia, costruendo delle chitarre artigianali le cui corde erano ricavate dai freni delle biciclette. Ha creato un gruppo nel 1997. Il suo primo album da solista è Ka Malisa uscito nel 1999. Seguono Lavi-Tany nel 2004 e Mena nel 2008. Attualmente si esibisce in tutto il mondo con il fratello Nesta e due altri musicisti: Jose Salgado e Eloge Oulai.

## Documentari
- Like a God When He Plays (documentario sul suonatore di valiha Rakotosafy)
- Mad Rhythms of Madagascar (documentario con Hanitra Rasoanaivo)